# 安富氏
安富氏（やすとみし）は、鎌倉時代から戦国時代に活動した武将・吏僚の一族。鎌倉時代中期から幕府奉行人として現れ、室町時代中期以降は細川京兆家の重臣として現れる。讃岐国東方守護代家。
肥前国南高来郡深江の土豪にも安富氏がおり、江戸時代まで鍋島藩家老として存続した。
周防国大内氏に仕えた一族や、石見国益田氏の一族である安富氏もいる。

## 讃岐安富氏

### 出自
出自は紀長谷雄の子孫ともいわれ、『見聞諸家紋』に本姓は紀氏とあり、一族も紀姓を名乗っていた明徴がある。しかし、祖先と思われる鎌倉・室町期の幕府奉行人を務めた安富氏が源姓を名乗っていた明徴があり、安富氏の出身地とされている下総は摂津源氏と歴史的に関わりが深かったこと、肥前国深江村（後述）の安富氏の祖である頼清（泰嗣）が名乗っていた「三郎」を安富氏代々の惣領が世襲しているなどに鑑みるに、おそらく元来は肥前国南高来郡深江村の安富氏と同族で源頼行の系譜を引くものと思われる。安富氏は幕府奉行人時代は播磨国三日月郷に領地を持っており、同じ紀姓を名乗る播磨の浦上氏とは、浦上則宗の養子に安富元家の子とも目される祐宗が入るなど室町時代を通して親密であったことから想像するに、堀田系図に「盛家が安富を嗣ぐ」との記述があるように、本来は清和源氏頼光流だったものが、なんらかの理由で系譜が断絶し浦上氏から跡継ぎを迎えたなどの関係があったために紀姓に変わったものとも推測される。

### 動静
安富氏は鎌倉時代中期以降に幕府奉行人として現れ、安富長嗣・行長・高嗣ら一族の奉行人としての活動は室町時代初期まで史料に残るが、応永年間以降は史料に細川京兆家の重臣（内衆）として現れるようになる。『相国寺供養記』では明徳3年（1392年）の相国寺落慶法要に際して、細川頼元の「郎党二十三騎」として安富安芸守盛家・又三郎盛衡父子が供奉しているとの記述がある。盛衡の子と目される盛長は1460年頃に雨滝城を築き、一族は東讃7郡を治める讃岐東方守護代を世襲した。応仁の乱においては細川勝元の重臣であった安富民部元綱や弟の盛継ら一族が活躍した記録が諸史料に見える。細川政元の重臣であった安富元家は、長享・延徳の乱における政元の六角高頼討伐に際して近江守護代を兼任し、一時は政元の政務を代行するなど活躍した。惣領以外の一族も盛行が摂津西成郡守護代を、盛光が備中守護代をそれぞれ務めるなど細川氏領国における守護代や代官を広く務めた。しかし、政元暗殺後の細川京兆家の内紛と混乱に続く衰退とともに安富氏の勢威も衰え、戦国末期には長宗我部元親に雨滝城を落とされ没落した。江戸期の一族の動向は不明。

## 肥前安富氏（深江氏）

### 出自
肥前国南高来郡の安富氏は鎌倉時代の引付奉行であった安富民部三郎頼清（泰嗣）を祖とする一族。清和源氏頼光流。

### 系譜
源頼光-頼国-頼綱-仲政-頼行-宗頼-頼衡-頼清（安富民部三郎・安富氏祖・泰嗣）-頼泰（三郎次郎・鎮西引付衆）-貞泰-直泰-泰行-泰清-泰直-貞直-純治-純泰-重枡-昌武（深江氏祖・鍋島藩家老）

### 動静
元々は関東御家人であったが、1265年頃に肥前深江村の地頭に任命され、元寇の警備のために頼清の子である頼泰が九州に下向。そのまま住み着いた。元寇期における「下り衆」の典型。安富頼泰・貞泰父子が鎮西引付衆を務めるなど一族は幕府の官吏として活動したが、南北朝時代以降は深江村に土着し土豪として活動。鎌倉時代後期から戦国時代末期まで300年に及び深江村を支配したが、戦国時代末期に有馬氏との抗争に敗れ深江村を追われた。江戸期には深江氏と改称し鍋島藩家老として存続した。鎌倉時代以降の文書をまとめた「深江文書」を残し、とくに鎌倉末期から南北朝時代における肥前国史を知る上で貴重な史料となっている。